# Voivodato della Pomerania Occidentale

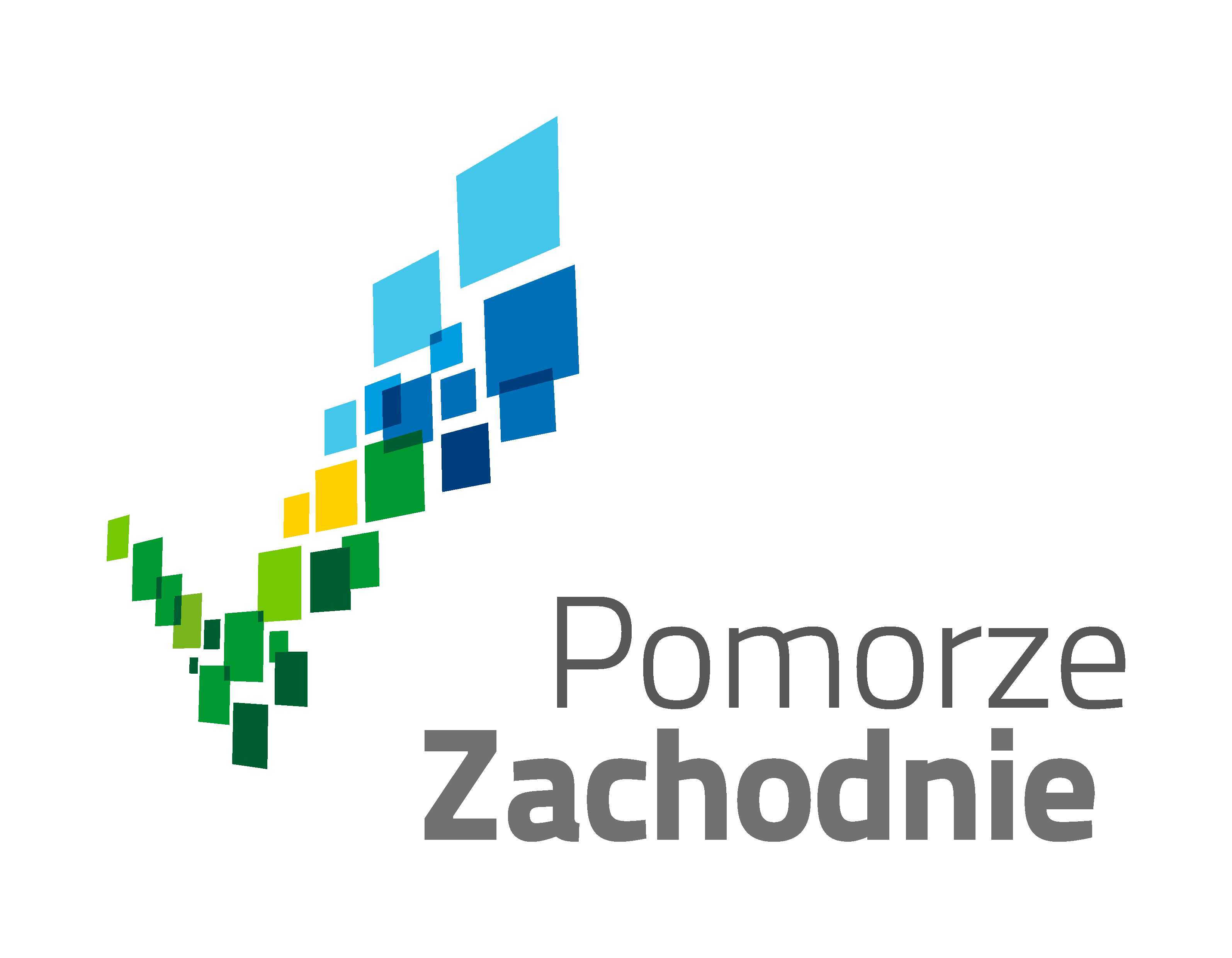
Logo

Il voivodato della Pomerania Occidentale (in polacco Województwo Zachodniopomorskie) è uno dei 16 voivodati della Polonia. Il voivodato si trova nel nord-ovest del territorio polacco ed è stato creato con la riforma del 1999 dalla fusione dei precedenti voivodati di Stettino e Koszalin con alcuni distretti degli ex voivodati di Gorzów, Piła e Słupsk. Il territorio odierno corrisponde a una parte della Pomerania e una piccola parte della regione storica della Nuova Marca. Il voivodato confina a ovest con la regione tedesca del Meclemburgo-Pomerania Anteriore, a est con il voivodato della Pomerania e a sud con i voivodati di Lubusz e della Grande Polonia. Il capoluogo del voivodato è Stettino (Szczecin).

## Geografia fisica
Il voivodato della Pomerania Occidentale è il quinto voivodato polacco per estensione territoriale. La regione è molto pittoresca: caratterizzata da morene, si affaccia sul mar Baltico ed è ricca di spiagge, laghi e foreste di conifere. I porti più importanti sono quello di Stettino, Świnoujście e Police.

## Geografia antropica

### Suddivisioni amministrative

Suddivisioni del voivodato in distretti

Il voivodato della Pomerania Occidentale è diviso in 18 distretti e 3 distretti urbani. A volte una distretto porta il loro nome, senza però comprenderli nella loro amministrazione.

#### Distretti urbani
- Stettino
- Koszalin
- Stargard
- Kolobrzeg
- Świnoujście

#### Distretti

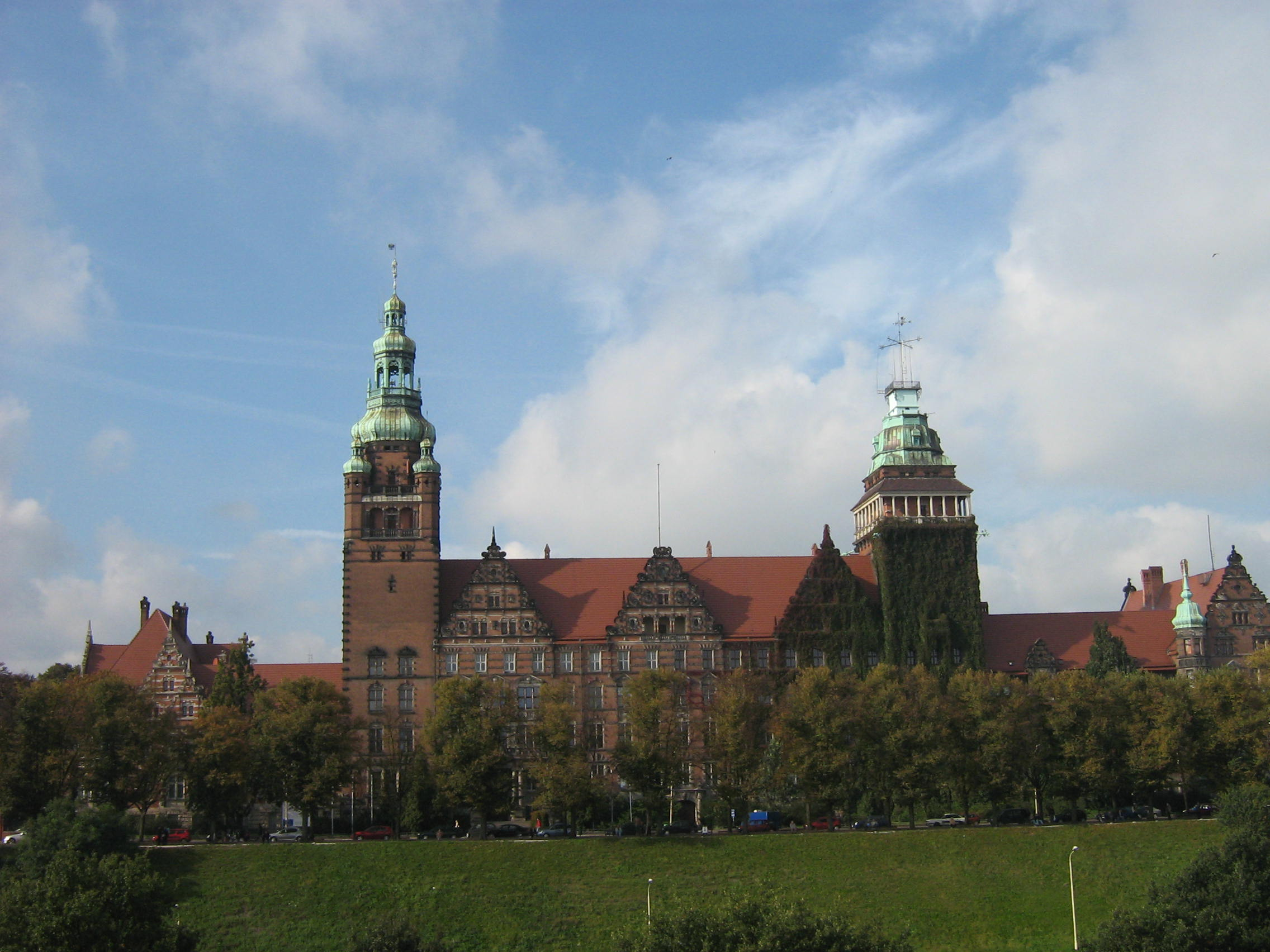
La sede del voivodato a Stettino

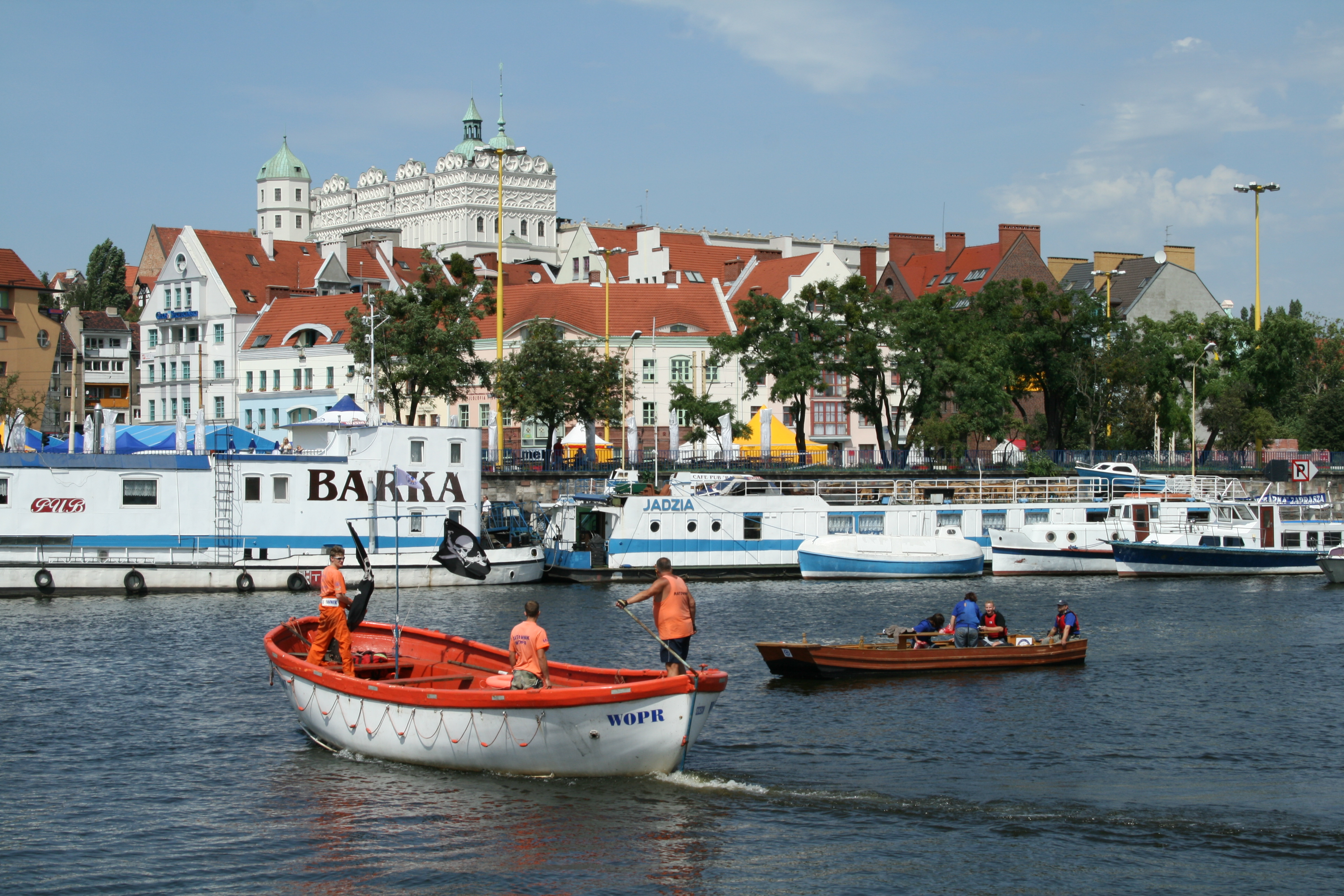
Il fiume Oder a Stettino

Il voivodato è diviso in 18 distretti.
- Białogard
- Choszczno
- Drawsko Pomorskie
- Goleniów
- Gryfice
- Gryfino
- Kamień Pomorski
- Kołobrzeg
- Koszalin
- Łobez
- Myślibórz
- Police
- Pyrzyce
- Sławno
- Stargard Szczeciński
- Szczecinek
- Świdwin
- Wałcz

#### Città più grandi
Il capoluogo del voivodato Stettino (Szczecin) è, con i suoi 395 000 abitanti, la settima città più grande di tutta la Polonia e nettamente la più popolosa della Pomerania Occidentale. Le città (in tutto il voivodato ce ne sono 66) con più di 20 000 abitanti sono le seguenti:
| 1. Stettino (395 513) 2. Koszalin (104 994) 3. Stargard (67 293) 4. Kołobrzeg (43 680) | 1. Świnoujście (39 189) 2. Szczecinek (38 148) 3. Goleniów (35 747) 4. Gryfino (32 145) 5. Police (32 034) 6. Wałcz (24 802) 7. Białogard (22 561) |

## Società

### Etnie e minoranze straniere
Il gruppo etnico nettamente prevalente è quello dei polacchi, discendenti da quanti furono espulsi dalla Pomerania tedesca dopo la Seconda guerra mondiale. Una minoranza etnica è costituita da ucraini, i cui antenati sono stati reinsediati nella regione con l'Operazione Vistola nel 1947.

## Economia
Rispetto al PIL dell'Unione europea, espresso in potere d'acquisto, il voivodato ha raggiunto un indice di 47,7 (UE-27 = 100). Il tasso di disoccupazione è stato del 16,5% a dicembre del 2009. L'indice di sviluppo umano della regione nel 2019 era di 0,869 (all'undicesimo posto sui 16 voivodati totali), considerato un valore molto alto.

### Turismo
Il turismo svolge un ruolo tradizionalmente importante, in particolare lungo la costa baltica in località come Kołobrzeg, Świnoujście e Międzyzdroje. Altri luoghi da visitare sono il Parco nazionale Drawa, l'abbazia di Kołbacz, le città di Stettino, Stargard, Szczecinek, Police, Goleniów e numerose altre.

## Aree protette

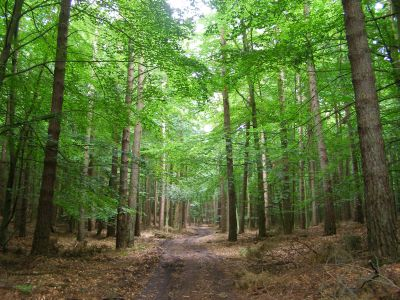
Il parco nazionale di Wolin

- Parco nazionale Drawa (in parte nei voivodati di Lubusz e della Grande Polonia)
- Parco nazionale di Wolin
- Parco paesaggistico di Barlinek-Gorzów (in parte nel voivodato di Lubusz)
- Parco paesaggistico di Cedynia
- Parco paesaggistico di Drawsko
- Parco paesaggistico di Ińsko
- Parco nazionale della Valle del Basso Oder
- Parco paesaggistico di Stettino
- Parco paesaggistico Ujście Warty (in parte nel voivodato di Lubusz)

## Infrastrutture e trasporti

### Stradali
- Autostrada A6, parte della Strada europea E28
- Superstrada S3, parte della Strada europea E65
- Strada statale 3 (parte della Strada europea E65), 6 (parte della Strada europea E28), 10, 11, 13, 20, 22, 23, 25, 26, 31, 37, 93

### Aeree
- Aeroporto di Stettino-Goleniów
- Aeroporto di Stettino-Dąbie

## Università
- Università tecnologica della Pomerania Occidentale
- Università di Stettino
- Politecnico di Koszalin
- Università Medica della Pomerania
- Accademia Marittima di Stettino
- Accademia delle Arti di Stettino

## Amministrazione

### Gemellaggi
- Brandeburgo
- Bruxelles
- Koekelberg
- Gironda
- Guandong
- Oblast' di Kaliningrad
- Meclemburgo-Pomerania Anteriore
- Oblast' di Mykolaïv
- Overijssel
- Skåneland